# Tschapajewka
Die Tschapajewka (russisch Чапа́евка, früherer Name: Мо́ча (Motscha)) ist ein 298 km langer linker Nebenfluss der Wolga im europäischen Teil Russlands.

## Verlauf
Die Tschapajewka entspringt im Südosten der Oblast Samara an der Grenze zur Oblast Orenburg im Höhenzug des Sini Syrt. Von dort fließt sie in zunächst hauptsächlich nordwestlicher Richtung durch den landwirtschaftlich intensiv genutzten südöstlichen Teil der Oblast Samara.
Vor der Einmündung der Wjasowka wendet sich der Fluss in vorwiegend westliche Richtungen. Rund zehn Kilometer südlich von Tschapajewsk schwenkt er dann nach Norden um. Er beginnt nun sehr stark zu mäandrieren und weist zahlreiche Altarme auf.
Westlich von Tschapajewsk spaltet sich der Fluss auf und bildet als anastomosierender Fluss ein Binnendelta aus, das sich von Tschapajewsk bis Nowokuibyschewsk erstreckt. In diesem stark versumpften Gebiet münden die Mündungsarme der Tschapajewka in die Altwässer und Seitenarme der Wolga, die kurz darauf zum Saratower Stausee aufgestaut wird.

## Zeitgeschichte
Am 4. März 2024, während des Russisch-Ukrainischen Kriegs wurde eine Eisenbahnbrücke  nahe der Stadt Tschapajewsk, in der eine Sprengstofffabrik produziert, durch Sprengung unpassierbar gemacht.

## Name
Bis 1925 hieß die Tschapajewka noch Motscha (Мо́ча, Betonung auf der ersten Silbe). Das Wort ist ein Homograph zu Моча́, dem russischen Wort für Urin. Zu Ehren des 1919 gefallenen Bürgerkriegskommandeurs der Roten Armee Wassili Iwanowitsch Tschapajew erhielt sie 1925 ihren heutigen Namen. (Die Stadt Tschapajewsk erhielt erst etwa Mitte 1929 ihre aktuelle Benennung.)